# سندرم اختلال عملکرد اندام‌های متعدد
سندرم اختلال عملکرد اندام‌های متعدد (MODS) تغییر عملکرد اندام در یک بیمار حاد است که نیاز به مداخلهٔ پزشکی برای رسیدن به هم‌ایستایی دارد.
مراحل مختلفی از اختلال عملکرد اندام برای برخی از اندام‌های مختلف وجود دارد، چه در شروع مرحلهٔ حاد و چه در مرحلهٔ مزمن، صرف نظر از این‌که یک یا چند اندام تحت تأثیر قرار گرفته باشند یا نه. هر مرحله از اختلال (اعم از قلب، ریه، کبد یا کلیه) دارای پارامترهای مشخصی است که از نظر مقادیر آزمایشگاهی بر اساس آزمایش‌های خون و سایر آزمایش‌ها، مشخص می‌شود. آسیب ممکن است به‌طور کامل یا جزئی، قابل برگشت باشد یا نباشد.

## علت
این بیماری ناشی از عفونت، آسیب (حادثه، جراحی)، هایپوپرفیوژن و هایپرمتابولیسم است. علت اصلی، باعث ایجاد یک پاسخ التهابی کنترل‌نشده می‌شود.
سپسیس شایع‌ترین علت سندرم اختلال عملکرد اندام‌های متعدد است و ممکن است منجر به شوک سپتیک شود. در غیاب عفونت، یک اختلال شبه‌سپسیس، سندرم پاسخ التهابی سیستمیک (SIRS) نامیده می‌شود. هم SIRS و هم سپسیس می‌توانند در نهایت به سندرم اختلال عملکرد اندام‌های متعدد پیشرفت کنند. با این‌حال، در یک سوم از بیماران هیچ تمرکز اولیه‌ای یافت نمی‌شود. سندرم اختلال عملکرد اندام‌های متعدد به‌خوبی به‌عنوان مرحلهٔ نهایی یک پیوستار تثبیت شده‌است: SIRS + عفونت → سپسیس → سپسیس شدید → سندرم اختلال عملکرد اندام‌های متعدد.
در حال حاضر، محققان به‌دنبال اهداف ژنتیکی برای ژن‌درمانی احتمالی برای جلوگیری از پیشرفت سندرم اختلال عملکرد اندام‌های متعدد هستند. با توجه به برخی از پژوهش‌ها حدس زده می‌شود که غیرفعال کردن فاکتورهای رونویسی NF-kB و AP-1 اهداف مناسبی در پیشگیری از سپسیس و سندرم پاسخ التهابی سیستمیک خواهد بود. این دو ژن پیش‌التهابی هستند اما آن‌ها همچنین از اجزای ضروری یک پاسخ ایمنی سالم طبیعی هستند، بنابراین خطر افزایش آسیب‌پذیری در برابر عفونت وجود دارد، که همچنین می‌تواند باعث وخامت بالینی شود.

## پاتوفیزیولوژی
توضیح قطعی در رابطه با این سندرم یافت نشده‌است. پاسخ‌های موضعی و سیستمیک با آسیب بافت آغاز می‌شود. نارسایی تنفسی در ۷۲ ساعت نخست شایع است. پس از آن، ممکن است نارسایی کبد (۵–۷ روز)، خون‌ریزی گوارشی (۱۰–۱۵ روز) و نارسایی کلیه (۱۱–۱۷ روز) مشاهده شود.

### تعریف
سندرم اختلال عملکرد چندگانه وجود تغییر عملکرد اندام در بیماران حاد بیماری است به‌طوری که بدون مداخله نمی‌توان هموستاز را حفظ کرد.

## مدیریت
در حال حاضر، هیچ دارو یا وسیله‌ای وجود ندارد که بتواند نارسایی اندام را که توسط تیم مراقبت‌های بهداشتی به‌عنوان غیرقابل برگشت از نظر پزشکی و/یا جراحی تشخیص داده شده باشد، معکوس کند (عملکرد اعضا می‌تواند حداقل تا حدی در بیمارانی که اندام‌هایشان بسیار ناکارآمد است بهبود یابد.  برخی از اندام‌ها، مانند کبد یا پوست، بهتر از سایرین می‌توانند بازسازی شوند. درمان معمولاً به مراقبت‌های حمایتی، یعنی محافظت از همودینامیک و تنفس محدود می‌شود. در این رابطه، حفظ اکسیژن کافی برای بافت، هدف درمانی اصلی است.

## تاریخچه
برای سال‌های متمادی، برخی از بیماران به‌طور ضعیف به‌عنوان مبتلا به سپسیس یا سندرم سپسیس طبقه‌بندی می‌شدند. در سال‌های اخیر، این مفاهیم اصلاح شده‌اند - به‌طوری‌که تعاریف خاصی از سپسیس وجود دارد - و دو مفهوم جدیداً توسعه‌یافته عبارت‌اند از: SIRS و MODS.

## مطالعهٔ بیشتر
- کتاب ICU نوشته مارینو
- کتاب درسی پزشکی سیسیل
- کتاب درسی پزشکی آکسفورد
- اصول طب داخلی هریسون